# John Caldwell Limited
John Caldwell Limited war ein Montagewerk für Kraftfahrzeuge und damit Teil der Automobilindustrie in Irland.

## Unternehmensgeschichte
John Caldwell hatte bereits Irish Motor Concessionaires geleitet. 1960 gründete er das neue Unternehmen ebenfalls in Lucan. Er nahm Kontakt mit Panhard auf und vereinbarte die Montage von Automobilen. Die ersten Teile kamen am 27. Dezember 1960 im Hafen von Dublin an. Die Produktion lief von 1961 bis 1962. Danach verliert sich die Spur des Unternehmens.
Motor Distributors hatte bereits 1948 einige Panhard montiert.

## Fahrzeuge
Das einzige Modell war der Panhard PL 17. Die Fahrzeuge waren teurer als die Konkurrenzmodelle und damit wenig erfolgreich. Batterien, Reifen, Windschutzscheiben, Polster und Lack stammten von irischen Zulieferern.

## Produktionszahlen
Die erste Teilelieferung war für 20 Fahrzeuge gedacht. Im Herbst 1961 folgten Teile für weitere 10 Fahrzeuge. Insgesamt entstanden 29 Fahrzeuge, die alle in Irland zugelassen wurden. Die übrigen Teile dienten als Ersatzteile.